# Rotación de ejes

Un sistema de coordenadas cartesianas rotado en un ángulo, origina un nuevo sistema de coordenadas cartesianas

En matemáticas, una rotación de ejes en dos dimensiones es una aplicación de los puntos de un sistema de coordenadas cartesianas xy sobre los puntos de un segundo sistema de coordenadas cartesianas denominado x'y', en la que el origen se mantiene fijo y el los ejes x' e y' se obtienen girando los ejes x e  y  en sentido contrario a las agujas del reloj a través de un ángulo {\displaystyle \theta }. Un punto P tiene coordenadas (x, y) con respecto al sistema original y coordenadas (x', y') con respecto al nuevo sistema. En el nuevo sistema de coordenadas, el punto P parecerá haber sido girado en la dirección opuesta, es decir, en el sentido de las agujas del reloj a través del ángulo {\displaystyle \theta }. Una rotación de ejes en más de dos dimensiones se define de manera similar. Una rotación de ejes es un aplicación lineal y una transformación rígida.

## Condiciones
Los sistemas de coordenadas son esenciales para estudiar las ecuaciones de curvas usando los métodos de la geometría analítica. Para utilizar coordenadas en geometría, es habitual que los ejes se coloquen en una posición conveniente con respecto a la curva en cuestión. Por ejemplo, para estudiar las ecuaciones de elipses e hipérbolas, los focos usualmente están ubicados en uno de los ejes y situados simétricamente con respecto al origen. Si la curva (hipérbola, parábola, elipse, etc.) no está situada convenientemente con respecto a los ejes, es conveniente modificar el sistema de coordenadas para colocar la curva en una ubicación y orientación convenientes y familiares. El proceso de hacer este cambio se llama transformación de coordenadas.
Las soluciones a muchos problemas se pueden simplificar girando los ejes de coordenadas para obtener unos nuevos ejes con el mismo origen.

## Demostración
Las ecuaciones que definen la transformación en dos dimensiones, que hace girar los ejes xy en el sentido contrario a las agujas del reloj a través de un ángulo {\displaystyle \theta } en los ejes x'y', se deducen de la siguiente manera:
Dado el sistema xy, el punto P tiene las coordenadas polares {\displaystyle (r,\alpha )}. Luego, en el sistema x'y', P tendrá coordenadas polares {\displaystyle (r,\alpha -\theta )}.
Entonces, se tiene que
| {\displaystyle x=r\cos \alpha } | \| \| \| \| \| \| \| \| | (1) |
|                                 |                         |     |
|                                 |                         |     |

| {\displaystyle y=r\sin \alpha } | \| \| \| \| \| \| \| \| | (2) |
|                                 |                         |     |
|                                 |                         |     |

y
| {\displaystyle x'=r\cos(\alpha -\theta )=r\cos \alpha \cos \theta +r\sin \alpha \sin \theta } | \| \| \| \| \| \| \| \| | (3) |
|                                                                                               |                         |     |
|                                                                                               |                         |     |

| {\displaystyle y'=r\sin(\alpha -\theta )=r\sin \alpha \cos \theta -r\cos \alpha \sin \theta .} | \| \| \| \| \| \| \| \| | (4) |
|                                                                                                |                         |     |
|                                                                                                |                         |     |

Sustituyendo las ecuaciones (1) y (2) en las ecuaciones (3) y (4), se obtiene
| {\displaystyle x'=x\cos \theta +y\sin \theta } | \| \| \| \| \| \| \| \| | (5) |
|                                                |                         |     |
|                                                |                         |     |

| {\displaystyle y'=-x\sin \theta +y\cos \theta .} | \| \| \| \| \| \| \| \| | (6) |
|                                                  |                         |     |
|                                                  |                         |     |

Las ecuaciones (5) y (6) se pueden representar en forma de matriz como
{\displaystyle {\begin{pmatrix}x'\\y'\end{pmatrix}}={\begin{pmatrix}\cos \theta &\sin \theta \\-\sin \theta &\cos \theta \end{pmatrix}}{\begin{pmatrix}x\\y\end{pmatrix}},}
que es la ecuación matricial estándar de una rotación de ejes en dos dimensiones.
La transformación inversa es
| {\displaystyle x=x'\cos \theta -y'\sin \theta } | \| \| \| \| \| \| \| \| | (7) |
|                                                 |                         |     |
|                                                 |                         |     |

| {\displaystyle y=x'\sin \theta +y'\cos \theta ,} | \| \| \| \| \| \| \| \| | (8) |
|                                                  |                         |     |
|                                                  |                         |     |

o
{\displaystyle {\begin{pmatrix}x\\y\end{pmatrix}}={\begin{pmatrix}\cos \theta &-\sin \theta \\\sin \theta &\cos \theta \end{pmatrix}}{\begin{pmatrix}x'\\y'\end{pmatrix}}.}

## Ejemplos en dos dimensiones

### Ejemplo 1
Encuéntrense las coordenadas del punto {\displaystyle P_{1}=(x,y)=({\sqrt {3}},1)} después de que los ejes hayan sido girados a través del ángulo {\displaystyle \theta _{1}=\pi /6}, o 30°.
Solución:
{\displaystyle x'={\sqrt {3}}\cos(\pi /6)+1\sin(\pi /6)=({\sqrt {3}})({\sqrt {3}}/2)+(1)(1/2)=2}
{\displaystyle y'=1\cos(\pi /6)-{\sqrt {3}}\sin(\pi /6)=(1)({\sqrt {3}}/2)-({\sqrt {3}})(1/2)=0.}
Los ejes se han girado en sentido contrario a las agujas del reloj en un ángulo de {\displaystyle \theta _{1}=\pi /6} y las nuevas coordenadas son {\displaystyle P_{1}=(x',y')=(2,0)}. Téngase en cuenta que el punto parece haberse girado en el sentido de las agujas del reloj a través de {\displaystyle \pi /6} con respecto a los ejes fijos, por lo que ahora coincide con el (nuevo) eje x'.

### Ejemplo 2
Encuéntrense las coordenadas del punto {\displaystyle P_{2}=(x,y)=(7,7)} después de que los ejes se hayan girado 90° en el sentido de las agujas del reloj, es decir, a través del ángulo {\displaystyle \theta _{2}=-\pi /2}, o -90°.
Solución:
{\displaystyle {\begin{pmatrix}x'\\y'\end{pmatrix}}={\begin{pmatrix}\cos(-\pi /2)&\sin(-\pi /2)\\-\sin(-\pi /2)&\cos(-\pi /2)\end{pmatrix}}{\begin{pmatrix}7\\7\end{pmatrix}}={\begin{pmatrix}0&-1\\1&0\end{pmatrix}}{\begin{pmatrix}7\\7\end{pmatrix}}={\begin{pmatrix}-7\\7\end{pmatrix}}.}
Los ejes se han girado en un ángulo de {\displaystyle \theta _{2}=-\pi /2}, en el sentido de las agujas del reloj y las nuevas coordenadas son {\displaystyle P_{2}=(x',y')=(-7,7)}. De nuevo, debe tenerse en cuenta que el punto parece haber sido girado en sentido antihorario a través de {\displaystyle \pi /2} con respecto a los ejes fijos.

## Rotación de secciones cónicas
La ecuación más general del segundo grado tiene la forma
| {\displaystyle Ax^{2}+Bxy+Cy^{2}+Dx+Ey+F=0} ({\displaystyle A,B,C} no todos cero). | \| \| \| \| \| \| \| \| | (9) |
|                                                                                    |                         |     |
|                                                                                    |                         |     |

A través de un cambio de coordenadas (una rotación de ejes y un traslación de ejes), la ecuación (9) se puede expresar en una forma estándar, con la que generalmente es más fácil trabajar. Siempre es posible rotar las coordenadas de tal manera que en el nuevo sistema no haya un término x'y'. Sustituyendo las ecuaciones (7) y (8) en la ecuación (9), se obtiene
| {\displaystyle A'x'^{2}+B'x'y'+C'y'^{2}+D'x'+E'y'+F'=0,} | \| \| \| \| \| \| \| \| | (10) |
|                                                          |                         |      |
|                                                          |                         |      |

donde
| {\displaystyle A'=A\cos ^{2}\theta +B\sin \theta \cos \theta +C\sin ^{2}\theta ,} {\displaystyle B'=2(C-A)\sin \theta \cos \theta +B(\cos ^{2}\theta -\sin ^{2}\theta ),} {\displaystyle C'=A\sin ^{2}\theta -B\sin \theta \cos \theta +C\cos ^{2}\theta ,} {\displaystyle D'=D\cos \theta +E\sin \theta ,} {\displaystyle E'=-D\sin \theta +E\cos \theta ,} {\displaystyle F'=F.} | \| \| \| \| \| \| \| \| | (11) |
| |                         |      |
| |                         |      |

Si se selecciona {\displaystyle \theta } para que {\displaystyle \cot 2\theta =(A-C)/B} tengamos {\displaystyle B'=0}, el término x'y' en la ecuación (10) se desvanecerá.
Cuando surge un problema con B, D y E todos diferentes de cero, pueden eliminarse realizando una rotación sucesiva (eliminando B) y una traslación (eliminando los términos D y E) .

### Identificación de secciones cónicas rotadas
Una sección cónica no degenerada dada por la ecuación (9) se puede identificar evaluando {\displaystyle B^{2}\ -\ 4AC}. La sección cónica es:
{\displaystyle {\begin{cases}{\mbox{una elipse o una circunferencia}},\ {\mbox{si}}\ B^{2}\ -\ 4AC\ <\ 0;\\{\mbox{una parábola}},\ {\mbox{si}}\ B^{2}\ -\ 4AC\ =\ 0;\\{\mbox{una hipérbola}},\ {\mbox{si}}\ B^{2}\ -\ 4AC\ >\ 0.\end{cases}}}

## Generalización a varias dimensiones
Supóngase que un sistema de coordenadas xyz rectangular gira alrededor de su eje z en sentido contrario a las agujas del reloj (mirando hacia abajo el eje positivo z) a través de un ángulo {\displaystyle \theta }, es decir, el eje positivo x se gira inmediatamente en el eje positivo y. La coordenada z de cada punto no cambia y las coordenadas x e y se transforman como antes. Las coordenadas antiguas (x, y, z) están relacionadas con sus nuevas coordenadas (x', y', z') por
{\displaystyle {\begin{pmatrix}x'\\y'\\z'\end{pmatrix}}={\begin{pmatrix}\cos \theta &\sin \theta &0\\-\sin \theta &\cos \theta &0\\0&0&1\end{pmatrix}}{\begin{pmatrix}x\\y\\z\end{pmatrix}}.}
Generalizando a cualquier número finito de dimensiones, una matriz de rotación {\displaystyle A} es una matriz ortogonal que difiere de la matriz identidad en al menos cuatro elementos. Estos cuatro elementos son de la forma:
{\displaystyle a_{ii}=a_{jj}=\cos \theta }      y      {\displaystyle a_{ij}=-a_{ji}=\sin \theta ,}
para algunos {\displaystyle \theta } y algunos i ≠ j.

## Ejemplos en varias dimensiones

### Ejemplo 3
Encuéntrense las coordenadas del punto {\displaystyle P_{3}=(w,x,y,z)=(1,1,1,1)} después de que el eje positivo w haya girado a través del ángulo {\displaystyle \theta _{3}=\pi /12}, o 15°, en el eje positivo z.
Solución:
{\displaystyle {\begin{pmatrix}w'\\x'\\y'\\z'\end{pmatrix}}={\begin{pmatrix}\cos(\pi /12)&0&0&\sin(\pi /12)\\0&1&0&0\\0&0&1&0\\-\sin(\pi /12)&0&0&\cos(\pi /12)\end{pmatrix}}{\begin{pmatrix}w\\x\\y\\z\end{pmatrix}}}
{\displaystyle \approx {\begin{pmatrix}0.96593&0.0&0.0&0.25882\\0.0&1.0&0.0&0.0\\0.0&0.0&1.0&0.0\\-0.25882&0.0&0.0&0.96593\end{pmatrix}}{\begin{pmatrix}1.0\\1.0\\1.0\\1.0\end{pmatrix}}={\begin{pmatrix}1.22475\\1.00000\\1.00000\\0.70711\end{pmatrix}}.}